# Ilha elevada (geologia)

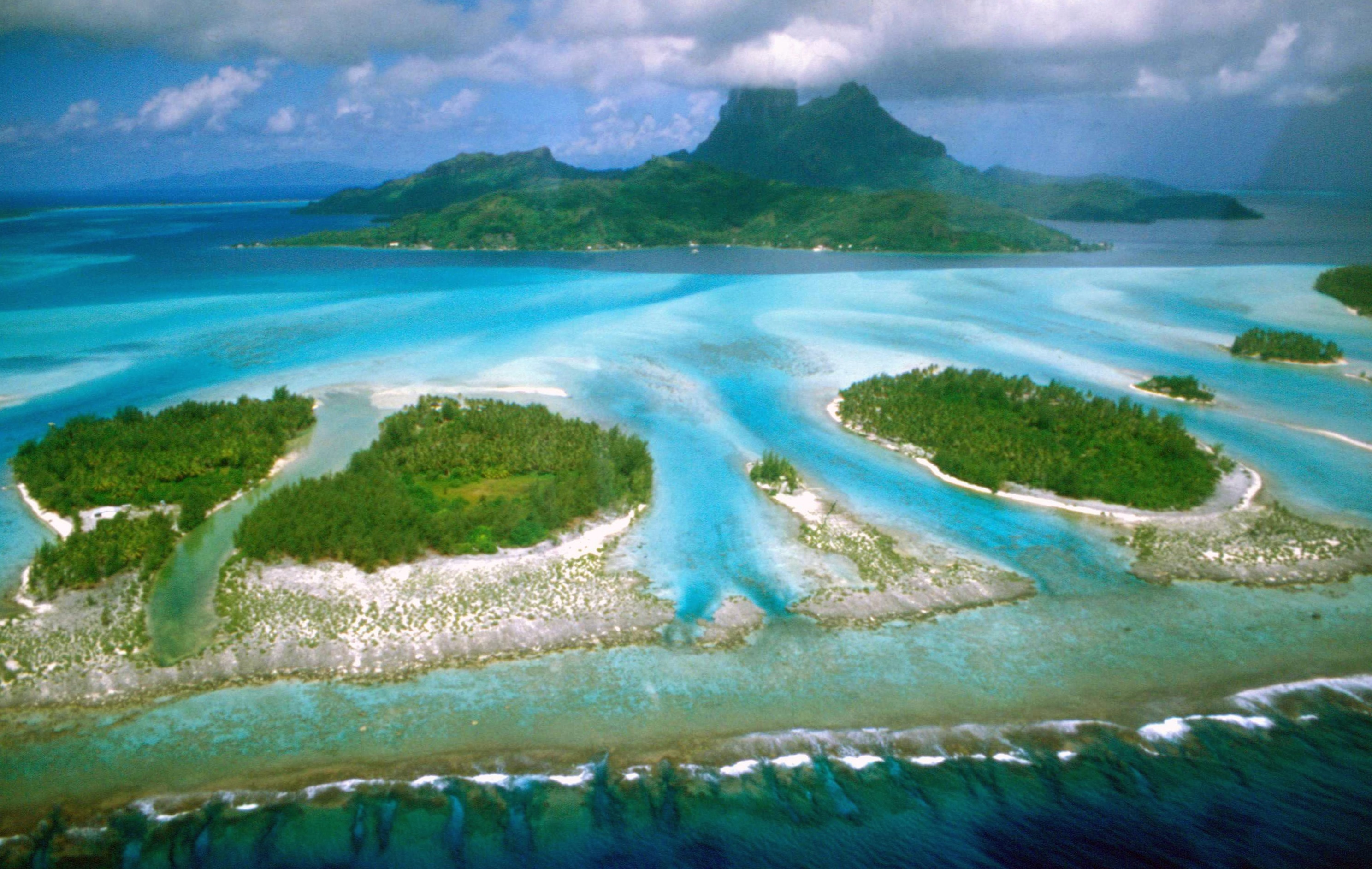
Atol de Bora Bora. Em primeiro plano, as ilhas baixas de coral (motus) que formam o anel do atol. Ao fundo a ilha principal (elevada).

Ilha elevada é, em geologia (e por vezes em arqueologia), uma ilha de origem vulcânica. Este termo é utilizado para fazer a distinção entre este tipo de ilhas e as chamadas ilhas baixas, cuja origem deve-se, principalmente à sedimentação ou ao levantamento tectónico de recifes.
A relevância da compreensão desta distinção é importante, na medida em que existem várias "ilhas elevadas" que não se elevam mais que alguns metros acima do nível do mar (por vezes classificadas de ilhéus). Por outro lado, algumas "ilhas baixas" de coral, como Makatea, Nauru, Niue, Henderson e Banaba foram tectonicamente levantadas algumas centenas de metros acima do nível do mar.
Os dois tipos de ilha são geralmente encontrados na proximidade um do outro, em especial entre as ilhas do Pacífico Sul, onde ilhas baixas' são frequentemente encontradas nos recifes de coral que circundam a maior parte das ilhas elevadas.